# Molí de Saleta
La Casa Nova del Molí és una masia de Sant Hilari Sacalm (Selva) inclosa a l'Inventari del Patrimoni Arquitectònic de Catalunya.

## Descripció
Masia aïllada i situada a la zona del Mansolí.
Consta de dues plantes i unes petites golfes. La coberta és a dues aigües, amb teula àrab, i carener perpendicular a la façana. Hi ha elements aprofitats de l'antiga construcció com llindes de fusta i pedres treballades.
La façana és de pedra vista.

## Història
Construcció de principis de segle, fou ampliada i renovada, possiblement quan va desaparèixer el molí. El molí de la Saleta estava situat a prop de la riera. No apareix documentat, però el camí que hi passava si que ho està al segle xiv (1363).